# Jarosiet

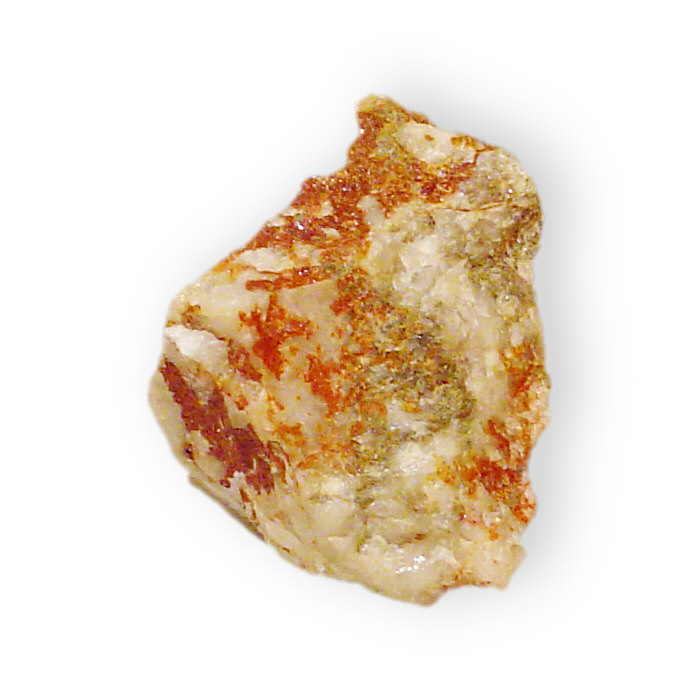
Jarosiet

Het mineraal jarosiet is een gehydrateerd kalium-ijzer-sulfaat met de chemische formule KFe3+3(SO4)2(OH)6.

## Eigenschappen
Het lichtgele, geelbruine tot bruine jarosiet heeft een glasglans en een gele streepkleur. Het kristalstelsel is trigonaal en de splijting is onduidelijk volgens kristalvlak [0001]. De gemiddelde dichtheid is 3,09 kg/liter en de hardheid is 2,5 tot 3,5. De radioactiviteit van jarosiet is nauwelijks traceerbaar.

## Naamgeving
Het mineraal jarosiet is genoemd naar de eerste vindplaats, de Barranco Jaroso ("Jaroso-beekje") in de provincie Almería in Zuid-Spanje.

## Voorkomen
Jarosiet is een typisch secundair mineraal dat gevormd wordt onder invloed van verwering in aride klimaten. Doordat het radioactieve isotopen van kalium bevat, is mogelijk met het mineraal de datering van verweringsproducten te achterhalen.